# 北海道道854号清川線
北海道道854号清川線（ほっかいどうどう854ごう きよかわせん）は、北海道天塩郡遠別町内を結ぶ一般道道（北海道道）である。冬期通行止め区間がある。

## 概要

### 路線データ
- 起点：北海道天塩郡遠別町字清川
- 終点：北海道天塩郡遠別町字清川（北海道道256号豊富遠別線交点）
- 総延長：4.347 km
- 実延長：4.331 km
- 重用延長：0.016 km
- 未舗装延長：0.396 km

### 道路管理者
- 留萌振興局 留萌建設管理部 遠別出張所

## 歴史
- 1975年（昭和50年）3月31日 - 路線認定[1]。

## 路線状況

### 冬期交通規制（通行止め）
- 遠別町字清川727-1 - 遠別町字清川655-6
区間延長：1.4 km

### 道路施設

#### 主な橋梁
- 栄橋（31 m、ピシュクシュウツナイ川、遠別町字清川）
- 開運橋（48 m、ウツツ川、遠別町字清川）

## 地理

### 通過する自治体
- 留萌振興局
  - 天塩郡遠別町

### 交差する道路
遠別町
- 北海道道256号豊富遠別線 - 字清川（終点）